# Copa del Rey 1979/80
Die Copa del Rey 1979/80 war die 76. Austragung des spanischen Fußballpokals.
Der Wettbewerb startete am 12. September 1979 und endete mit dem Finale am 4. Juni 1980 im Estadio Santiago Bernabéu (Madrid). Titelverteidiger des Pokalwettbewerbs war der FC Valencia. Im Finale des Wettbewerbs kam es zu einer in der Geschichte des spanischen Pokals einmaligen Konstellation: Real Madrid traf auf die eigene Amateurmannschaft, Castilla CF, die im Laufe des Wettbewerbs zahlreiche Erstligisten ausgeschaltet hatte. Die Profis gewannen die Finalpartie letzten Endes mit 6:1. Da sie jedoch als Meister der Liga für den Europapokal der Landesmeister 1980/81 qualifiziert waren, erhielt die Zweitmannschaft des Vereins die Berechtigung zur Teilnahme am Europapokal der Pokalsieger 1980/81.

## Erste Hauptrunde
Die Hinspiele wurden zwischen dem 12. September und 12. Oktober, die Rückspiele zwischen dem 4. Oktober und 7. November 1979 ausgetragen.
|                              | Gesamt          |                           | Hinspiel | Rückspiel |
| ---------------------------- | --------------- | ------------------------- | -------- | --------- |
| CA Valdemoro                 | 6:2             | CD Díter Zafra            | 5:0      | 1:2       |
| AD Alcorcón                  | 4:3             | CD Ciempozuelos           | 4:1      | 0:2       |
| CD Toledo                    | 2:1             | CD Leganés                | 0:0      | 2:1       |
| AD Arganda                   | 3:4             | CD Carabanchel            | 2:1      | 1:3       |
| Real Jaén                    | 1:3             | Linares CF                | 0:2      | 1:1       |
| CD Mestalla                  | 4:6             | UD Español                | 2:1      | 2:5       |
| CD Valdepeñas                | 2:3             | CD Badajoz                | 2:2      | 0:1       |
| CD San Fernando              | 2:2 (5:6 i. E.) | AD Ceuta                  | 2:0      | 0:2       |
| UD Vall d’Uixó               | 2:3             | Vinaroz CF                | 1:1      | 1:2       |
| Arenas Club                  | 2:5             | FC Barakaldo              | 2:2      | 0:3       |
| Castro FC                    | 2:4             | UP Langreo                | 2:0      | 0:4       |
| Sestao SC                    | 1:2             | CD Getxo                  | 1:0      | 0:2       |
| Bilbao Athletic Club         | 7:3             | Valmaseda FC              | 5:3      | 2:0       |
| CF Villanovense              | 2:1             | Mérida Industrial CF      | 1:0      | 1:1       |
| CD Plasencia                 | 2:3             | CP Cacereño               | 1:0      | 1:3       |
| SD Ponferradina              | 2:4             | Racing de Ferrol          | 1:2      | 1:2       |
| UE Lleida                    | 2:2 (5:4 i. E.) | CD Europa                 | 1:1      | 1:1       |
| CD Logroñés                  | 7:2             | CA Monzón                 | 4:0      | 3:2       |
| CD Eldense                   | 2:2 (2:3 i. E.) | UD Carcaixent             | 1:1      | 1:1       |
| Toscal CF                    | 2:3             | SD Tenisca                | 2:1      | 0:2       |
| CD Rota                      | 1:2             | Calvo Sotelo CF           | 0:1      | 1:1       |
| FC Pontevedra                | 7:2             | Gran Peña Celtista        | 5:0      | 2:2       |
| CD La Cava                   | 3:4             | FC Terrassa               | 2:2      | 1:2       |
| Arousa SC                    | 1:2             | CD Ourense                | 1:0      | 0:2       |
| CD Béjar Industrial          | 1:5             | Cultural Leonesa          | 0:1      | 1:4       |
| CD Mirandés                  | 5:4             | SD Huesca                 | 4:1      | 1:3       |
| SD Ibiza                     | 2:1             | CD Felanitx               | 1:0      | 1:1       |
| Puerto Real CF               | 1:3             | Sevilla Atlético          | 1:1      | 0:2       |
| UD Olot                      | 2:1             | CF Igualada               | 2:0      | 0:1       |
| FC Andorra                   | 3:4             | CD Masnou                 | 2:3      | 1:1       |
| FC Badalona                  | 7:4             | CF Gavà                   | 3:1      | 4:3       |
| SD Formentera                | 3:2             | UD Porreras               | 2:2      | 1:0       |
| CE Constància                | 4:2             | CF Ibiza Atlético         | 3:2      | 1:0       |
| CD Murense                   | 3:3 (?:? i. E.) | CD España                 | 2:1      | 1:2       |
| UE Figueres                  | 9:4             | UDA Gramenet              | 6:0      | 3:4       |
| UD Collerense                | 3:4             | UD Poblense               | 0:0      | 1:4       |
| Sporting Mahonés             | 1:2             | CD Atlético Ciudadela     | 1:0      | 0:2       |
| CD Andraitx                  | 3:2             | CF Sóller                 | 2:1      | 1:1       |
| RCD Mallorca                 | 1:0             | CD Margaritense           | 0:0      | 1:0       |
| CF Reus Deportiu             | 4:5             | FC Vilafranca             | 3:2      | 1:3       |
| FC Girona                    | 2:5             | FC Barcelona Atlètic      | 0:4      | 2:1       |
| Fabril Deportivo La Coruña   | 1:2             | Club Juventud de Cambados | 1:0      | 0:2       |
| UD Gijón Industrial          | 1:2             | Santoña CF                | 1:1      | 0:1       |
| CD Naval                     | 0:1             | Gimnástica de Torrelavega | 0:0      | 0:1       |
| CD San Martín                | 2:7             | Caudal Deportivo          | 0:2      | 2:5       |
| Real Oviedo Aficionados      | 2:3             | CD Turón                  | 2:2      | 0:1       |
| CD Mungia                    | 1:0             | SD Gernika Club           | 0:0      | 1:0       |
| Deportivo Alavés Aficionados | 3:4             | SD Erandio Club           | 1:0      | 2:4       |
| SD Deusto                    | 2:4             | CD Aurrerá de Vitoria     | 2:1      | 0:3       |
| SD Lemona                    | 1:5             | Tolosa CF                 | 1:1      | 0:4       |
| CD Calahorra                 | 10:50           | AD Sabiñánigo             | 8:2      | 2:3       |
| Lorca Deportiva              | 3:3 (?:? i. E.) | UD Alzira                 | 3:0      | 0:3       |
| CD Olímpic                   | 3:2             | CD Villena                | 3:1      | 0:1       |
| Crevillente CF               | 3:3 (4:2 i. E.) | UD Puzol Aficionados      | 2:1      | 1:2       |
| AP Almansa                   | 1:2             | FC Villarreal             | 1:1      | 0:1       |
| CF Gandía                    | 1:1 (?:? i. E.) | Torrevieja CF             | 0:0      | 1:1       |
| Orihuela Deportivo CF        | 5:0             | CD Acero                  | 5:0      | 0:0       |
| SD Gimnástica Arandina       | 0:1             | Real Valladolid Promesas  | 0:0      | 0:1       |
| CD Antequerano               | 2:1             | Úbeda CF                  | 1:0      | 1:1       |
| CA Malagueño                 | 2:1             | Vélez CF                  | 2:0      | 0:1       |
| CD Martos                    | 4:2             | CD Estepona               | 2:0      | 2:2       |
| CD Ses Salines               | 3:5             | SD Portmany               | 3:2      | 0:3       |
| Club Haro Deportivo          | 1:4             | UDC Chantrea              | 1:2      | 0:2       |
| Betis Sevilla Deportivo      | 0:2             | RC Portuense              | 0:0      | 0:2       |
| Real Avilés                  | 5:4             | UD Cacabelense            | 3:1      | 2:3       |
| CD San Andrés                | 01:11           | UD Las Palmas             | 0:6      | 1:5       |
| CD Getafe                    | 11:10           | CD Numancia               | 6:0      | 5:1       |
| Real Unión Irún              | 0:4             | Deportivo Alavés          | 0:0      | 0:4       |
| CD Aragón                    | 2:3             | CD Binéfar                | 1:1      | 1:2       |
| UD Las Palmas Atlético       | 2:9             | CD Teneriffa              | 2:4      | 0:5       |
| AD Llerenense                | 0:5             | CD Pegaso                 | 0:1      | 0:4       |
| Gimnàstic de Tarragona       | 3:1             | CD Júpiter                | 1:0      | 2:1       |
| CD Lugo                      | 0:1             | Club Turista              | 0:0      | 0:1       |
| CD Ejea                      | 2:5             | CD Peña Sport             | 0:1      | 2:4       |
| CD San Fernando de Henares   | 3:4             | CD Don Benito             | 3:1      | 0:3       |
| Ontinyent CF                 | 1:3             | Albacete Balompié         | 1:0      | 0:3       |
| CD Atlético Baleares         | 7:4             | CD Binissalem             | 5:1      | 2:3       |
| Noya SD                      | 1:4             | SD Compostela             | 0:3      | 1:1       |
| CD Sangüesa                  | 1:3             | CD Corellano              | 0:0      | 1:3       |
| UD Carolinense               | 4:2             | CF Industrial Melilla     | 2:0      | 2:2       |
| CD Manchego                  | 5:6             | Rayo Vallecano            | 2:2      | 3:4       |
| SD Eibar                     | 03:10           | Athletic Bilbao           | 2:5      | 1:5       |
| Endesa Andorra               | 0:3             | Real Saragossa            | 0:1      | 0:2       |
| CD Malgrat                   | 0:4             | RCD Español               | 0:0      | 0:4       |
| Hércules Alicante            | 3:1             | CD Alcoyano               | 1:0      | 2:1       |
| Burgos CF                    | 6:0             | CD Venta de Baños         | 3:0      | 3:0       |
| Benavente CF                 | 0:8             | UD Salamanca              | 0:5      | 0:3       |
| Jerez Industrial             | 2:8             | Betis Sevilla             | 2:5      | 0:3       |
| FC Extremadura               | 02:10           | Castilla CF               | 1:4      | 1:6       |
| FC Sevilla                   | 6:6 (5:4 i. E.) | Deportivo Xerez           | 1:3      | 5:3       |
| Gimnástico Melilla CF        | 1:4             | CD Málaga                 | 0:0      | 1:4       |
| CD Motril                    | 1:2             | AD Almería                | 0:1      | 1:1       |
| CA Ribeira                   | 1:5             | Deportivo La Coruña       | 1:2      | 0:3       |
| Racing Santander             | 4:3             | Sporting Atlético Club    | 2:1      | 2:2       |
| CD Ensidesa                  | 0:5             | Real Oviedo               | 0:1      | 0:4       |
| RSD Alcalá                   | 3:5             | AD Torrejón               | 2:2      | 1:3       |
| CA Osasuna                   | 5:0             | CD Tudelano               | 3:0      | 2:0       |
| Celta Vigo                   | 7:1             | Alondras CF               | 6:0      | 1:1       |
| Paterna CF                   | 0:2             | Levante UD                | 0:2      | 0:0       |
| CE Sabadell                  | 3:2             | UE Sant Andreu            | 2:1      | 1:1       |
| Real Murcia                  | 9:3             | Alicante CF               | 6:1      | 3:2       |
| UD Quart                     | 0:5             | FC Elche                  | 0:2      | 0:3       |
| CD Castellón                 | 4:3             | FC Cartagena              | 3:1      | 1:2       |
| CD Colonia Moscardó          | 4:3             | CD Talavera               | 3:1      | 1:2       |
| FC Cádiz                     | 3:3 (5:4 i. E.) | Real Linense              | 3:1      | 0:2       |
| Zamora CF                    | 2:2 (3:5 i. E.) | FC Palencia               | 1:1      | 1:1       |
| FC Córdoba                   | 3:2             | FC Granada                | 2:1      | 1:1       |
| Real Valladolid              | 8:3             | Burgos Promesas CF        | 7:2      | 1:1       |
| UD San Pedro                 | 0:5             | FC Algeciras              | 0:3      | 0:2       |
| SD Unión África Ceutí        | 1:9             | Recreativo Huelva         | 1:1      | 0:8       |

## Zweite Hauptrunde
Die Hinspiele wurden zwischen dem 21. November und 9. Dezember, die Rückspiele zwischen dem 8. und 26. Dezember 1979 ausgetragen.
|                        | Gesamt          |                           | Hinspiel | Rückspiel |
| ---------------------- | --------------- | ------------------------- | -------- | --------- |
| CD Colonia Moscardó    | 7:1             | SD Tenisca                | 6:0      | 1:1       |
| Castilla CF            | 5:1             | AD Alcorcón               | 1:0      | 4:1       |
| Bilbao Athletic Club   | 1:3             | Real Sociedad             | 0:1      | 1:2       |
| CD Masnou              | 2:8             | RCD Español               | 2:2      | 0:6       |
| Hércules Alicante      | 3:1             | Crevillente CF            | 1:0      | 2:1       |
| Cultural Leonesa       | 1:2             | UD Salamanca              | 0:0      | 1:2       |
| CD Pegaso              | 5:6             | CP Cacereño               | 3:3      | 2:3       |
| Betis Sevilla          | 4:2             | Sevilla Atlético          | 2:0      | 2:2       |
| FC Córdoba             | 2:3             | FC Sevilla                | 2:1      | 0:2       |
| CD Martos              | 00:11           | CD Málaga                 | 0:5      | 0:6       |
| AD Almería             | 3:0             | CA Malagueño              | 3:0      | 0:0       |
| UD Las Palmas          | 4:2             | CD Teneriffa              | 2:1      | 2:1       |
| Racing de Ferrol       | 3:2             | Deportivo La Coruña       | 3:1      | 0:1       |
| Celta Vigo             | 5:0             | CD Ourense                | 4:0      | 1:0       |
| Real Oviedo            | 6:0             | Santoña CF                | 6:0      | 0:0       |
| Caudal Deportivo       | 2:5             | Racing Santander          | 2:0      | 0:5       |
| CE Sabadell            | 4:2             | UE Figueres               | 3:0      | 1:2       |
| Albacete Balompié      | 0:1             | Real Murcia               | 0:0      | 0:1       |
| UD Español             | 2:6             | CD Castellón              | 2:3      | 0:3       |
| Orihuela Deportivo CF  | 0:6             | Levante UD                | 0:4      | 0:2       |
| FC Elche               | 4:1             | CD Olímpic                | 3:0      | 1:1       |
| FC Palencia            | 6:3             | Real Valladolid Promesas  | 4:0      | 2:3       |
| Linares CF             | 2:3             | Recreativo Huelva         | 1:0      | 1:3       |
| AD Ceuta               | 2:1             | FC Cádiz                  | 0:1      | 2:0       |
| CD Antequerano         | 2:3             | FC Algeciras              | 2:1      | 0:2       |
| FC Pontevedra          | 3:1             | Club Juventud de Cambados | 1:1      | 2:0       |
| CD Binéfar             | 3:4             | CD Logroñés               | 1:0      | 2:4       |
| FC Terrassa            | 4:3             | UD Carcaixent             | 1:0      | 3:2       |
| CD Toledo              | 1:5             | AD Torrejón               | 0:0      | 1:5       |
| CD Badajoz             | 2:1             | Calvo Sotelo CF           | 2:0      | 0:1       |
| SD Compostela          | 3:1             | Club Turista              | 2:1      | 1:0       |
| CD Mungia              | 3:2             | Tolosa CF                 | 3:1      | 0:1       |
| Torrevieja CF          | 4:5             | FC Villarreal             | 4:1      | 0:4       |
| UD Alzira              | 4:0             | Vinaroz CF                | 3:0      | 1:0       |
| CD Atlético Baleares   | 2:0             | SD Formentera             | 1:0      | 1:0       |
| CE Constància          | 2:3             | RCD Mallorca              | 1:1      | 1:2       |
| CD Carabanchel         | 2:3             | Real Valladolid           | 1:0      | 1:3       |
| CD Don Benito          | 2:3             | Rayo Vallecano            | 0:2      | 2:1       |
| CD Turón               | 0:6             | Sporting Gijón            | 0:4      | 0:2       |
| CD Getxo               | 01:12           | Athletic Bilbao           | 0:5      | 1:7       |
| FC Barakaldo           | 2:3             | Burgos CF                 | 1:1      | 1:2       |
| CD Calahorra           | 3:6             | Real Saragossa            | 1:2      | 2:4       |
| CA Valdemoro           | 1:3             | Atlético Madrid           | 1:3      | 0:0       |
| CD Aurrerá de Vitoria  | 1:2             | Deportivo Alavés          | 1:0      | 0:2       |
| UDC Chantrea           | 1:5             | CA Osasuna                | 1:0      | 0:5       |
| Gimnàstic de Tarragona | 1:0             | Barcelona Atlético Club   | 1:0      | 0:0       |
| CF Villanovense        | 00:11           | CD Getafe                 | 0:5      | 0:6       |
| UP Langreo             | 3:2             | Gimnástica de Torrelavega | 2:0      | 1:2       |
| CD Mirandés            | 1:2             | CD Peña Sport             | 1:0      | 0:2       |
| FC Badalona            | 2:5             | UE Lleida                 | 2:0      | 0:5       |
| UD Carolinense         | 0:2             | RC Portuense              | 0:0      | 0:2       |
| SD Ibiza               | 3:2             | CD España                 | 1:0      | 2:2       |
| Real Avilés            | 3:3 (2:4 i. E.) | CD Corellano              | 2:1      | 1:2       |
| UD Olot                | 3:2             | FC Vilafranca             | 3:0      | 0:2       |
| UD Poblense            | 3:4             | SD Portmany               | 2:2      | 1:2       |
| CD Atlético Ciudadela  | 7:2             | CD Andraitx               | 5:0      | 2:2       |

- SD Erandio Club erhielt ein Freilos.

## Dritte Hauptrunde
Die Hinspiele wurden am 9. und 10. Januar, die Rückspiele am 15., 16., 17. und 23. Januar 1980 ausgetragen.
|                     | Gesamt          |                        | Hinspiel | Rückspiel |
| ------------------- | --------------- | ---------------------- | -------- | --------- |
| Deportivo Alavés    | 3:0             | UE Lleida              | 2:0      | 1:0       |
| FC Algeciras        | 1:4             | CD Getafe              | 1:1      | 0:3       |
| UD Alzira           | 0:3             | Recreativo Huelva      | 0:1      | 0:2       |
| Betis Sevilla       | 7:1             | Racing de Ferrol       | 5:1      | 2:0       |
| Castilla CF         | 3:1             | Racing Santander       | 3:1      | 0:0       |
| CP Cacereño         | 4:8             | Real Saragossa         | 2:4      | 2:4       |
| AD Ceuta            | 0:2             | AD Almería             | 0:0      | 0:2       |
| CD Corellano        | 2:5             | CD Castellón           | 1:3      | 1:2       |
| FC Elche            | 5:1             | UD Las Palmas          | 3:1      | 2:0       |
| SD Compostela       | 3:4             | Real Murcia            | 3:0      | 0:4       |
| SD Erandio Club     | 1:2             | Celta Vigo             | 1:2      | 0:0       |
| RCD Español         | 6:0             | CD Atlético Ciudadela  | 3:0      | 3:0       |
| SD Ibiza            | 1:2             | Real Oviedo            | 1:2      | 0:0       |
| CD Logroñés         | 2:1             | Levante UD             | 0:0      | 2:1       |
| UP Langreo          | 0:1             | UD Salamanca           | 0:0      | 0:1       |
| RCD Mallorca        | 0:1             | FC Palencia            | 0:0      | 0:1       |
| CD Málaga           | 2:1             | FC Terrassa            | 0:0      | 2:1       |
| CD Colonia Moscardó | 2:7             | Sporting Gijón         | 0:1      | 2:6       |
| CD Mungia           | 00:13           | Athletic Bilbao        | 0:5      | 0:8       |
| UD Olot             | 00:13           | Burgos CF              | 0:5      | 0:8       |
| CD Peña Sport       | 0:3             | Real Sociedad          | 0:1      | 0:2       |
| RC Portuense        | 2:7             | Atlético Madrid        | 1:4      | 1:3       |
| Rayo Vallecano      | 11:20           | SD Portmany            | 5:0      | 6:2       |
| FC Pontevedra       | 1:1 (3:4 i. E.) | Gimnàstic de Tarragona | 1:0      | 0:1       |
| CE Sabadell         | 9:1             | CD Atlético Baleares   | 7:1      | 2:0       |
| AD Torrejón         | 2:4             | Hércules Alicante      | 1:2      | 1:2       |
| Real Valladolid     | 7:1             | CD Badajoz             | 1:0      | 6:1       |
| FC Villarreal       | 2:9             | FC Sevilla             | 2:5      | 0:4       |

- CA Osasuna erhielt ein Freilos.

## Vierte Hauptrunde
Die Hinspiele wurden am 30. Januar, die Rückspiele am 6. Februar 1980 ausgetragen.
|                        | Gesamt |                  | Hinspiel | Rückspiel |
| ---------------------- | ------ | ---------------- | -------- | --------- |
| Burgos CF              | 1:2    | Real Sociedad    | 1:1      | 0:1       |
| CD Castellón           | 0:4    | AD Almería       | 0:2      | 0:2       |
| CD Getafe              | 2:4    | Atlético Madrid  | 1:2      | 1:2       |
| Gimnàstic de Tarragona | 1:2    | Deportivo Alavés | 0:0      | 1:2       |
| Hércules Alicante      | 4:5    | Castilla CF      | 4:1      | 0:4       |
| Recreativo Huelva      | 0:4    | FC Palencia      | 0:2      | 0:2       |
| CD Logroñés            | 2:1    | UD Salamanca     | 1:0      | 1:1       |
| CD Málaga              | 1:2    | FC Elche         | 0:0      | 1:2       |
| Real Murcia            | 2:5    | CA Osasuna       | 1:3      | 1:2       |
| Real Oviedo            | 0:4    | Celta Vigo       | 0:2      | 0:2       |
| Rayo Vallecano         | 3:0    | RCD Español      | 2:0      | 1:0       |
| FC Sevilla             | 2:3    | Athletic Bilbao  | 2:1      | 0:2       |
| CE Sabadell            | 2:3    | Real Valladolid  | 1:1      | 1:2       |
| Real Saragossa         | 1:3    | Sporting Gijón   | 1:3      | 0:0       |

- Betis Sevilla erhielt ein Freilos.

## Fünfte Hauptrunde
Die Hinspiele wurden am 13. und 14. Februar, die Rückspiele am 20. Februar 1980 ausgetragen.
|             | Gesamt |                 | Hinspiel | Rückspiel |
| ----------- | ------ | --------------- | -------- | --------- |
| Celta Vigo  | 4:0    | FC Elche        | 3:0      | 1:0       |
| FC Palencia | 1:4    | Athletic Bilbao | 1:2      | 0:2       |

- Freilose: Real Sociedad, AD Almería, Atlético Madrid, Deportivo Alavés, Castilla CF, CD Logroñés, CA Osasuna, Rayo Vallecano, Real Valladolid, Sporting Gijón, Betis Sevilla.

## Achtelfinale
Die Hinspiele wurden am 27. Februar, die Rückspiele am 11. und 12. März 1980 ausgetragen.
|                 | Gesamt          |                  | Hinspiel | Rückspiel |
| --------------- | --------------- | ---------------- | -------- | --------- |
| FC Barcelona    | 2:4             | Real Sociedad    | 2:1      | 0:3       |
| Betis Sevilla   | 5:2             | AD Almería       | 2:1      | 3:1       |
| Castilla CF     | 2:1             | Athletic Bilbao  | 0:0      | 2:1       |
| Celta Vigo      | 1:3             | Atlético Madrid  | 0:1      | 1:2       |
| CD Logroñés     | 2:5             | Real Madrid      | 2:3      | 0:2       |
| CA Osasuna      | 1:3             | Rayo Vallecano   | 1:2      | 0:1       |
| FC Valencia     | 2:3             | Sporting Gijón   | 1:0      | 1:3       |
| Real Valladolid | 2:2 (3:1 i. E.) | Deportivo Alavés | 1:0      | 1:2       |

## Viertelfinale
Die Hinspiele wurden am 1. und 2. April, die Rückspiele am 30. April und 1. Mai 1980 ausgetragen.
|                 | Gesamt |                 | Hinspiel | Rückspiel |
| --------------- | ------ | --------------- | -------- | --------- |
| Real Madrid     | 3:2    | Betis Sevilla   | 2:1      | 1:1       |
| Rayo Vallecano  | 2:5    | Sporting Gijón  | 2:3      | 0:2       |
| Real Sociedad   | 2:3    | Castilla CF     | 2:1      | 0:2       |
| Real Valladolid | 2:3    | Atlético Madrid | 1:1      | 1:2       |

## Halbfinale
Die Hinspiele wurden am 15. Mai, die Rückspiele am 22. und 24. Mai 1980 ausgetragen.
|                 | Gesamt          |             | Hinspiel | Rückspiel |
| --------------- | --------------- | ----------- | -------- | --------- |
| Atlético Madrid | 1:1 (3:4 i. E.) | Real Madrid | 0:0      | 1:1       |
| Sporting Gijón  | 3:4             | Castilla CF | 2:0      | 1:4       |

## Finale
| Real Madrid                                        | Real Madrid | Castilla CF | Castilla CF |
| -------------------------------------------------- | --- | --- | ----------- |
| Real Madrid                                        | \| 4. Juni 1980 in Madrid (Estadio Santiago Bernabéu) \| \| Ergebnis: 6:1 (2:0) \| \| Zuschauer: 65.000 \| \| Schiedsrichter: Ángel Franco Martínez \| | \| 4. Juni 1980 in Madrid (Estadio Santiago Bernabéu) \| \| Ergebnis: 6:1 (2:0) \| \| Zuschauer: 65.000 \| \| Schiedsrichter: Ángel Franco Martínez \| | Castilla CF |
| Real Madrid                                        | Mariano García Remón – Andrés Sabido, Gregorio Benito, Pirri , José Antonio Camacho – Ángel, Vicente del Bosque, Uli Stielike (63. Francisco García Hernández) – Juanito, Santillana, Laurie Cunningham (82. Roberto Martínez) Cheftrainer: Vujadin Boškov ( Jugoslawien) | Agustín Rodríguez – Juanito, Enrique Herrero, Javier Castañeda , Casimiro Torres – Ricardo Álvarez, Ricardo Gallego, Miguel Bernal – Francisco Pineda, Francisco Machín (46. José Sánchez Lorenzo), Valentín Cidón (73. Cristóbal Machín) Cheftrainer: Juan José García | Castilla CF |
| Real Madrid                                        | 1:0 Juanito (20.) 2:0 Santillana (42.) 3:0 Andrés Sabido (59.) 4:0 Vicente del Bosque (62.) 5:1 Francisco García Hernández (82.) 6:1 Juanito (89., Elfm.) | 4:1 Ricardo Álvarez (80.) | Castilla CF |
| 4. Juni 1980 in Madrid (Estadio Santiago Bernabéu) | | |             |
| Ergebnis: 6:1 (2:0)                                | | |             |
| Zuschauer: 65.000                                  | | |             |
| Schiedsrichter: Ángel Franco Martínez              | | |             |